# Resolució 851 del Consell de Seguretat de les Nacions Unides
La Resolució 851 del Consell de Seguretat de les Nacions Unides fou adoptada per unanimitat el 15 de juliol de 1993. Després de reafirmar les resolucions 696 (1991), 747 (1992), 785 (1992) 793 (1992), 804 (1993), 811 (1993), 823 (1993) i 834 (1993), el Consell va prendre nota del continu deteriorament de la situació a Angola i va prorrogar el mandat de la Segona Missió de Verificació de les Nacions Unides a Angola (UNAVEM II) fins al 15 de setembre de 1993, discutint sobre el posterior procés de pau al país.
La resolució es va iniciar acollint amb beneplàcit les declaracions fetes per l'Organització de la Unitat Africana (OUA), Portugal, Rússia, Estats Units i la Conferència Mundial sobre Drets Humans a Viena. Tanmateix, hi va haver preocupació per la suspensió de les converses de pau, la falta d'un alto el foc i la deteriorada situació política, militar i humanitària del país. Es van donar suport als esforços del Secretari General de les Nacions Unides, Boutros Boutros-Ghali, i el seu Representant Especial Margaret Anstee per posar fi a la crisi a través de negociacions, destacant la importància d'una presència contínua de les Nacions Unides a Angola.
El Consell va reiterar la seva disposició a ampliar substancialment la presència de les Nacions Unides al país en cas de progressos significatius en el procés de pau. També va exigir que UNITA acceptés el resultat de les eleccions el 1992 i complís els "Acordos de Paz". Van ser condemnades les accions militars continuades d'UNITA que van causar danys a la població civil i l'economia d'Angola, així com els repetits intents per apoderar-se de territori addicional i la no retirada de tropes.
El Consell va declarar que aquestes violacions eren incompatibles amb els acords de pau, destacant la necessitat de reprendre immediatament un alto el foc i aplicar l'acord de pau i les resolucions pertinents del Consell de Seguretat. Mentrestant, es va instar tots els estats a no donar suport militar a UNITA que pogués perjudicar el procés de pau.
El Consell de Seguretat va declarar que consideraria noves mesures en virtut de la Carta de les Nacions Unides, inclòs un embargament d'armes obligatori contra UNITA, tret que el Secretari General comuniqués abans del 15 de setembre de 1993 que s'estava observant un alto el foc i que s'havia arribat a un acord en l'aplicació de l'acord de pau i les resolucions pertinents del Consell de Seguretat. La legalitat del govern d'Angola va ser reconeguda i va donar la benvinguda a la prestació d'assistència al govern en suport del procés democràtic i les mesures adoptades per Boutros-Ghali per implementar el pla d'ajudes humanitàries d'emergència. Prenent nota de la intenció d'UNITA de no impedir el lliurament d'ajut humanitari, la resolució insta els Estats membres, els organismes especialitzats de les Nacions Unides i les organitzacions no governamentals a augmentar l'assistència humanitària a Angola.
Adreçant-se a UNITA, el Consell li va demanar que garanteixi l'evacuació dels estrangers i els seus familiars de Huambo i altres llocs ocupats per UNITA. Un atac de les forces d'UNITA a un tren el 27 de maig de 1993 al sud d'Angola, que va causar la mort a prop de 100 persones, va ser condemnat com una violació del dret internacional humanitari. En aquest sentit, es va instar a ambdues parts a garantir la seguretat de la UNAVEM II i respectar el dret internacional humanitari i garantir l'accés sense restriccions per a l'assistència humanitària a la població civil, elogiant al Secretari General i al seu Representant Especial per establir els corredors d'ajuda humanitària acordats.
La resolució va arribar a la conclusió de demanar al Secretari General que informés sobre els esdeveniments a Angola abans del 15 de setembre de 1993 i presentar al més aviat possible les conseqüències pressupostàries de portar la UNAVEM II a la seva total fortalesa segons el mandat de la Resolució 696 (1991)